# Julian Fałat

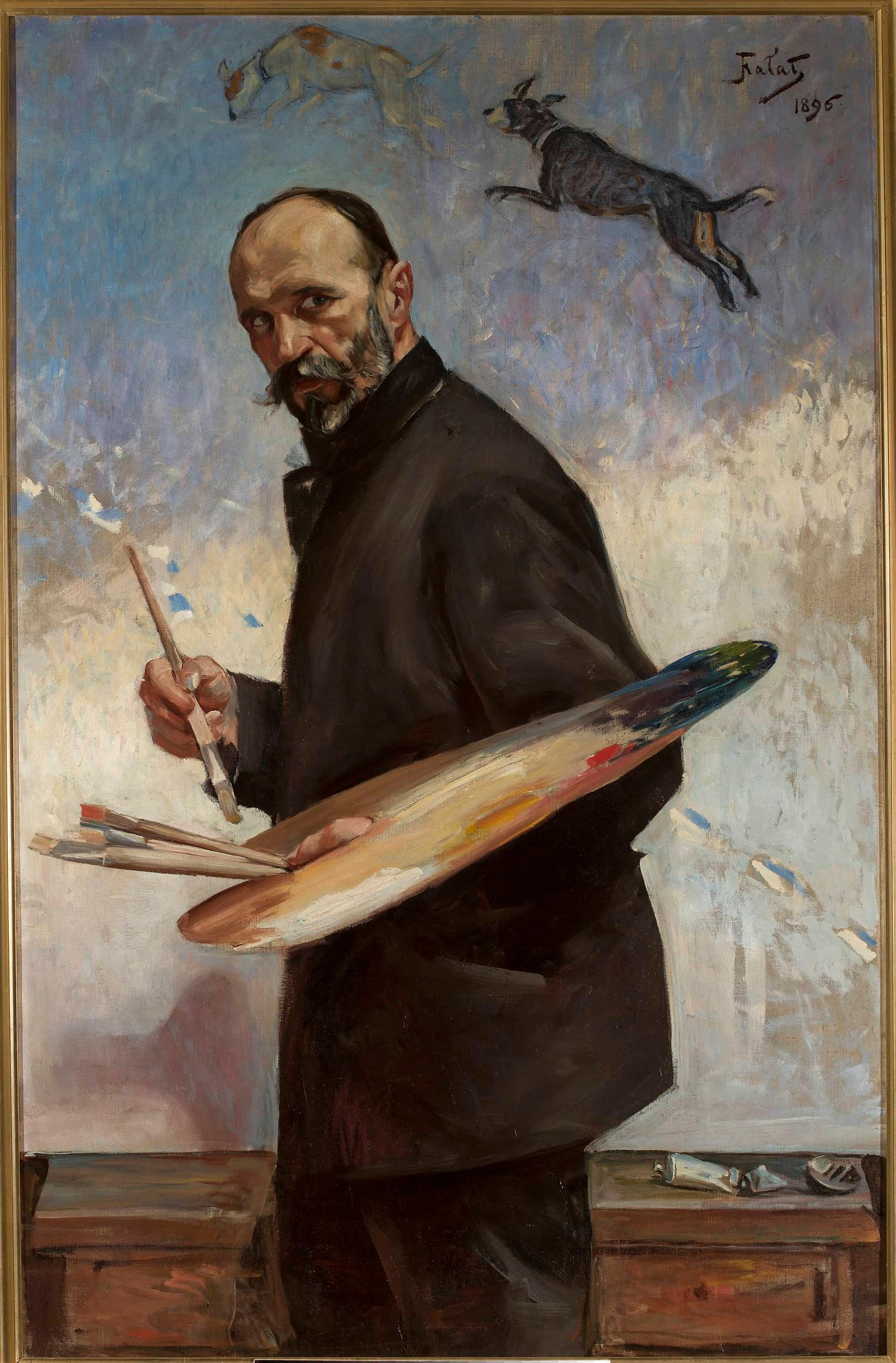
Selbstporträt, 1896, im Nationalmuseum Warschau

Julian Fałat (* 30. Juli 1853 in Tuligłowy in der Nähe von Lemberg; † 19. Juli 1929 in Bystra bei Bielsko-Biała) war ein polnischer Maler und Aquarellist.
Fałat studierte bei Władysław Łuszczkiewicz an der Krakauer Kunstakademie, dann an der Akademie der Bildenden Künste München. 1885 unternahm er zahlreiche Reisen nach Europa und Asien. Anschließend machte er eine Weltreise und ließ seine Eindrücke in sein romantisches Werk einfließen. Bei einem Jagdaufenthalt beim Fürsten Anton von Radziwiłł (1833–1904) in Nieśwież lernte er 1886 den preußischen Prinzen Wilhelm kennen, dessen Einladung auf das Jagdschloss Hubertusstock am Rand der Schorfheide er mehrfach folgte. Ab 1889 war er als Hofmaler des nunmehrigen Kaisers Wilhelm II. in Berlin tätig. Er schuf Naturstudien, naturgetreue Historienbilder mit kontrastreichem Ausdruck, Stillleben, Tierdarstellungen und vor allem Winterbilder.
1895 kehrte er zurück nach Krakau und wurde zum Kunstprofessor berufen. In Fałats Spätwerk lösten sich die Farben und Formen zunehmend auf; er nahm die Malweise der französischen Impressionisten auf. Weiterhin blieb der Winter sein Hauptthema. Er reformierte die Krakauer Kunstschule, führte neue Lehrmethoden aufgrund seiner impressionistischen Erfahrungen ein und lehrte diese an der Kunstakademie Krakau als Kunstprofessor, die seit 1900 seinen Namen trägt. Fałat gehörte zu den Präsidenten und Vizepräsidenten der Gesellschaft der Freunde der Schönen Künste in Krakau und war in 1904 Delegierter der Internationalen Kunstausstellung im Kunstpalast.
Das Museum „Fałatówka“ in Bystra ist Fałats Leben und Werk gewidmet.

## Galerie

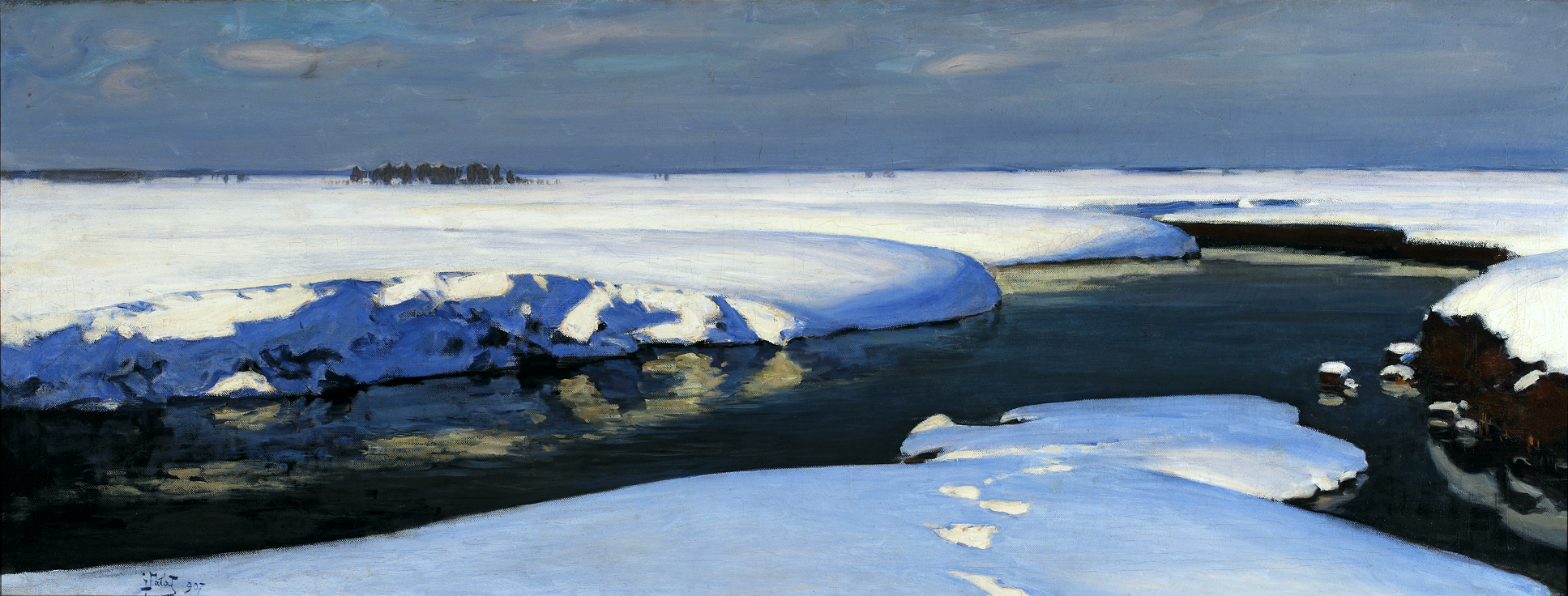
Winterliche Flusslandschaft, 1907
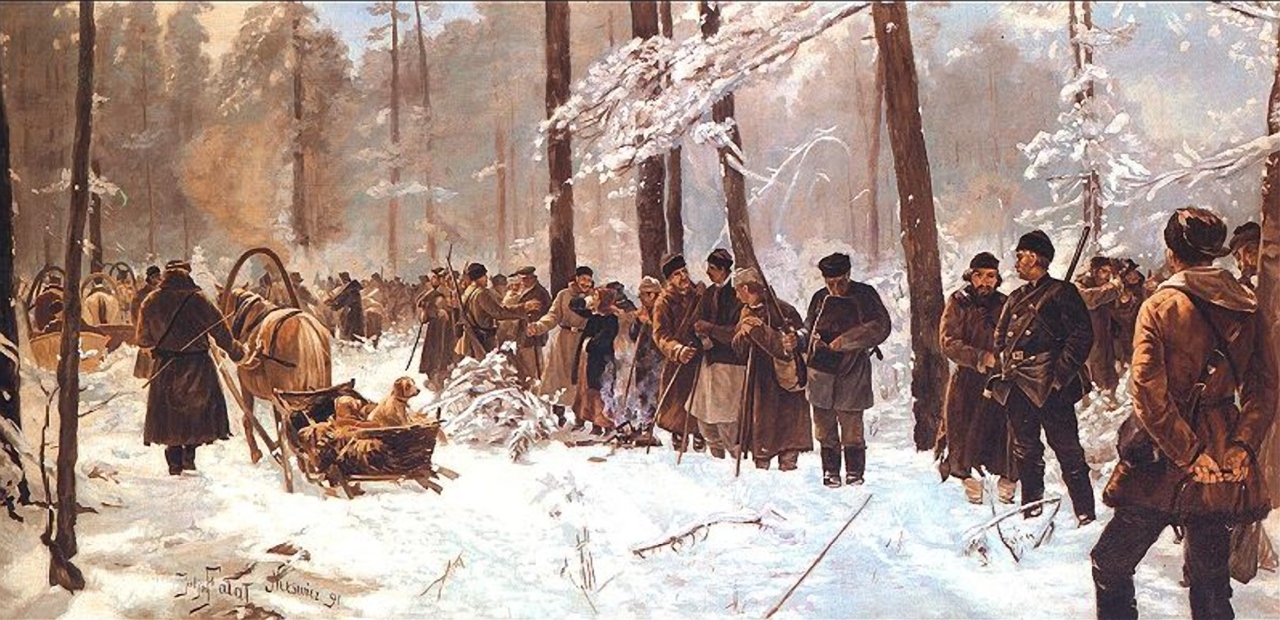
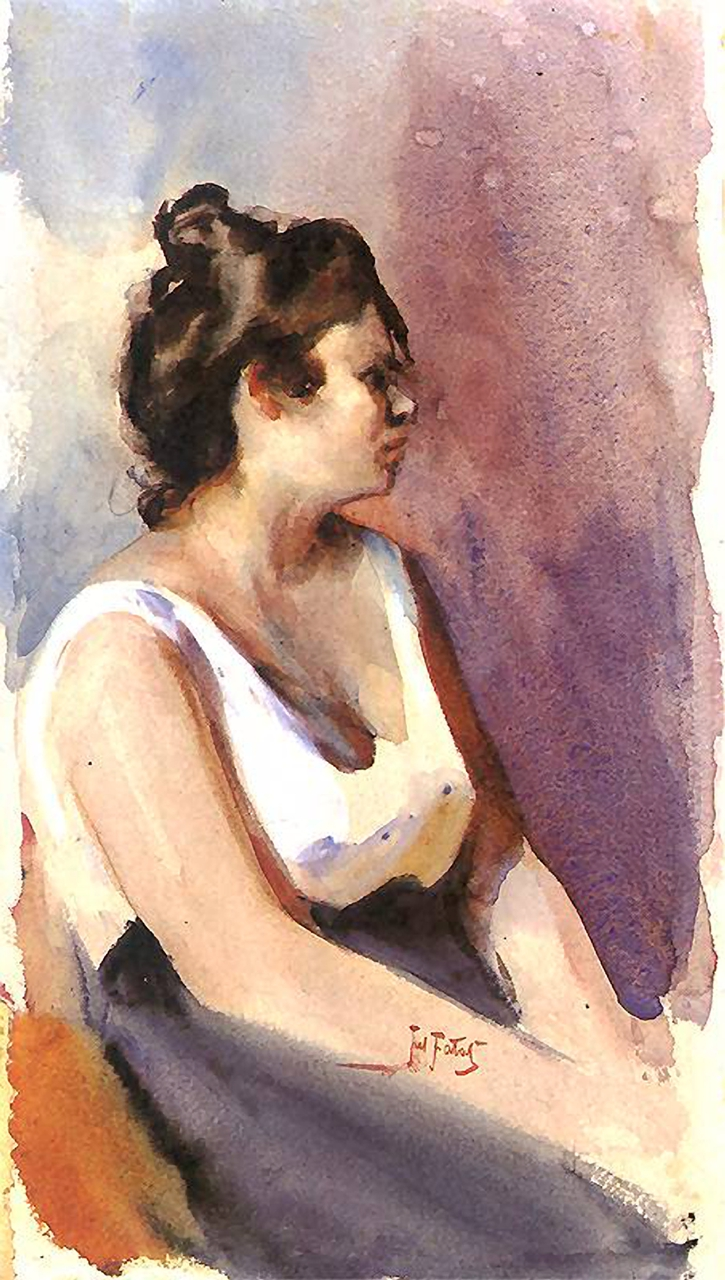
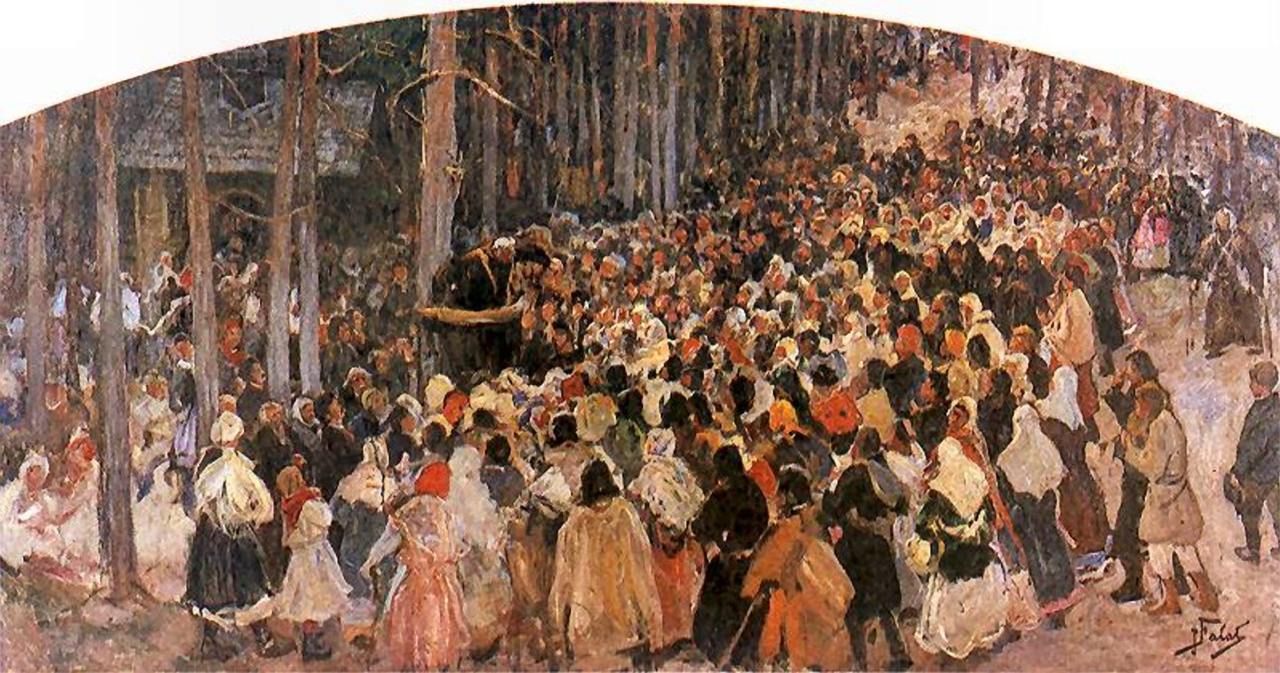
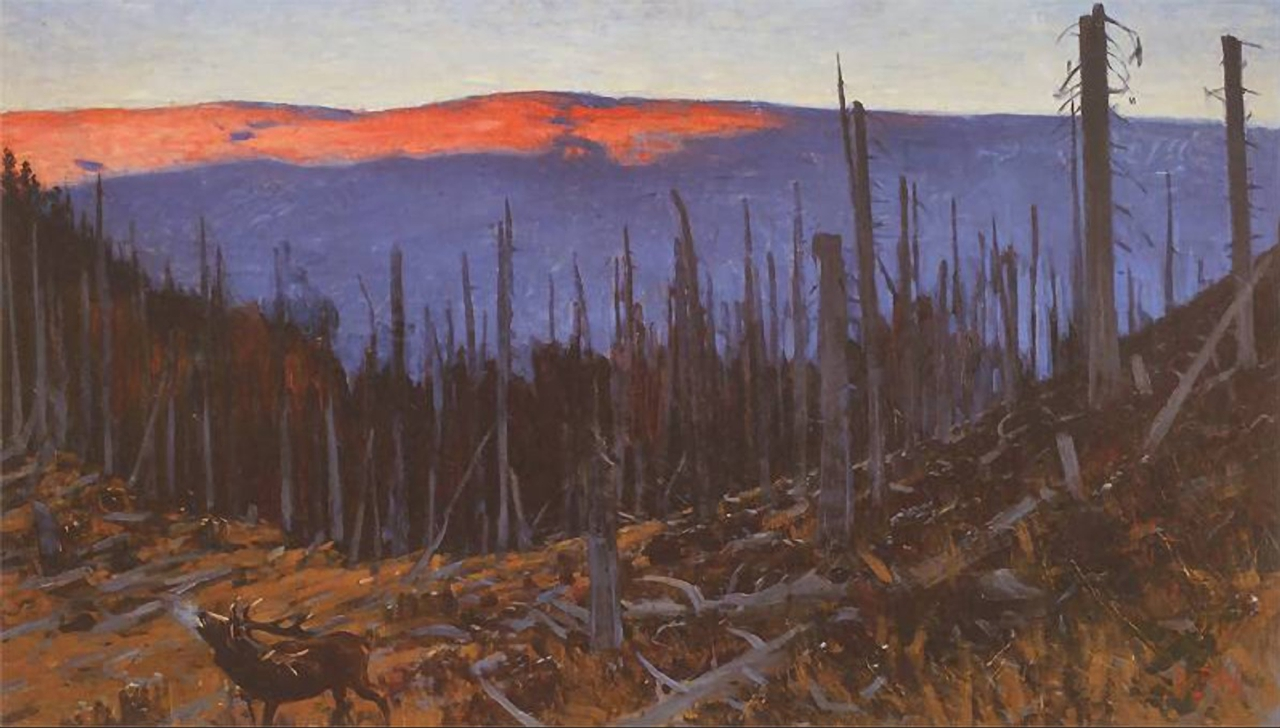
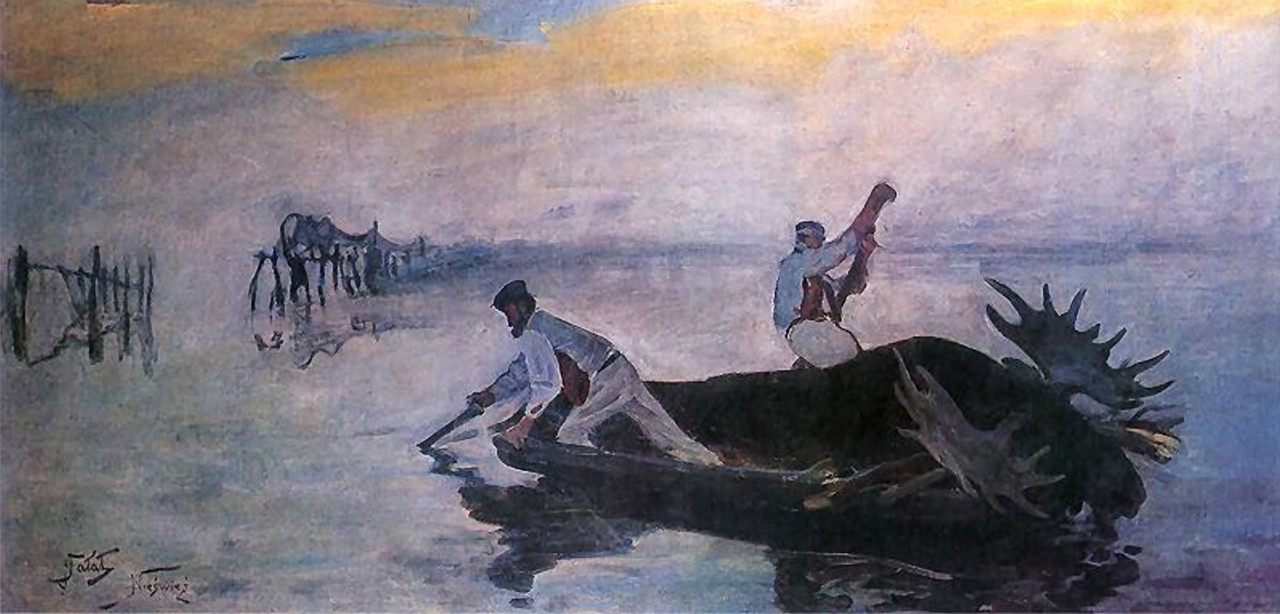
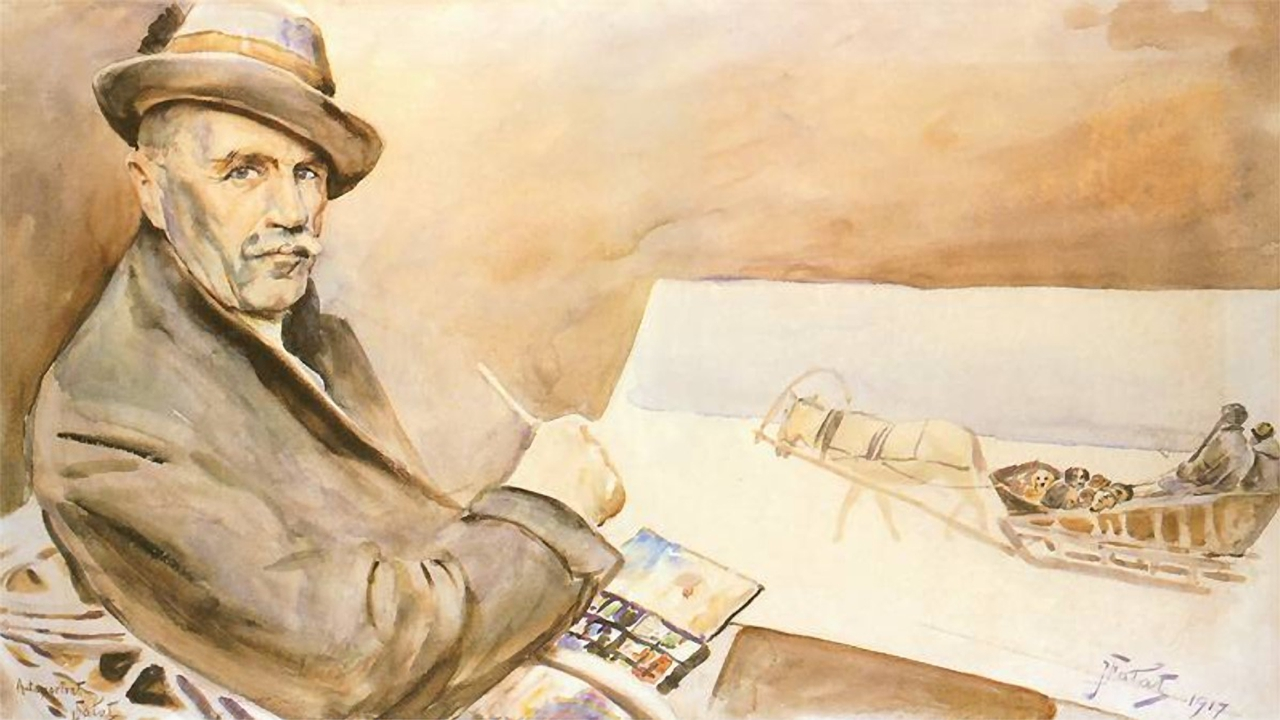
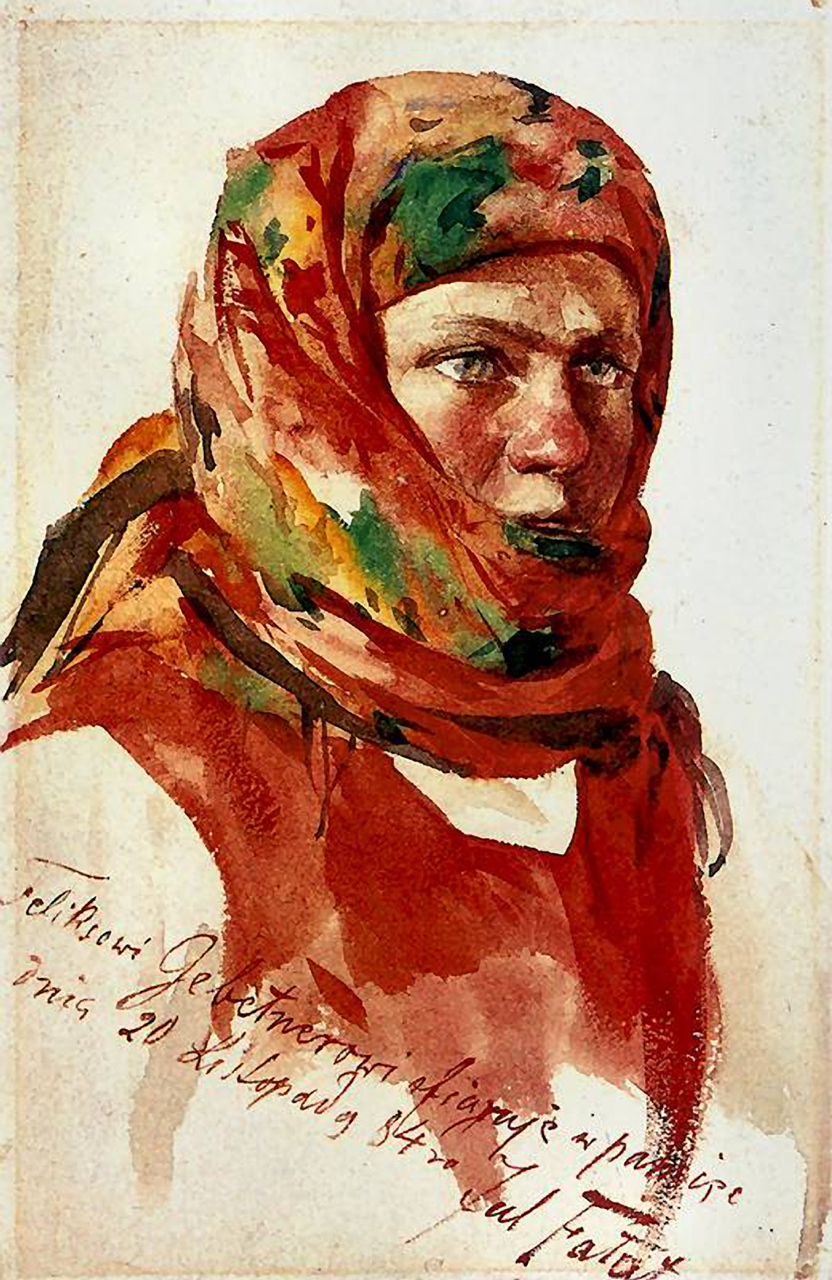